# 里永附近圣博内
里永附近圣博内（法語：Saint-Bonnet-près-Riom，法語發音：[sɛ̃ bɔnɛ pʁɛ ʁjɔ̃]）是法国多姆山省的一个市镇，位于该省北部，属于里永区。

## 地理
里永附近圣博内（45°55'47"N, 3°6'47"E）面积7.03 平方千米，位于法国奥弗涅-罗讷-阿尔卑斯大区多姆山省，该省份为法国中南部省份，北起阿列省接壤，东临卢瓦尔省，南至上盧瓦爾省和康塔爾省，西接科雷兹省和克勒兹省。
与里永附近圣博内接壤的市镇（或旧市镇、城区）包括：达瓦亚、里永、沙泰勒吉永、佩萨-维勒讷沃、伊萨克拉图雷特、莫尔日河畔尚巴龙。

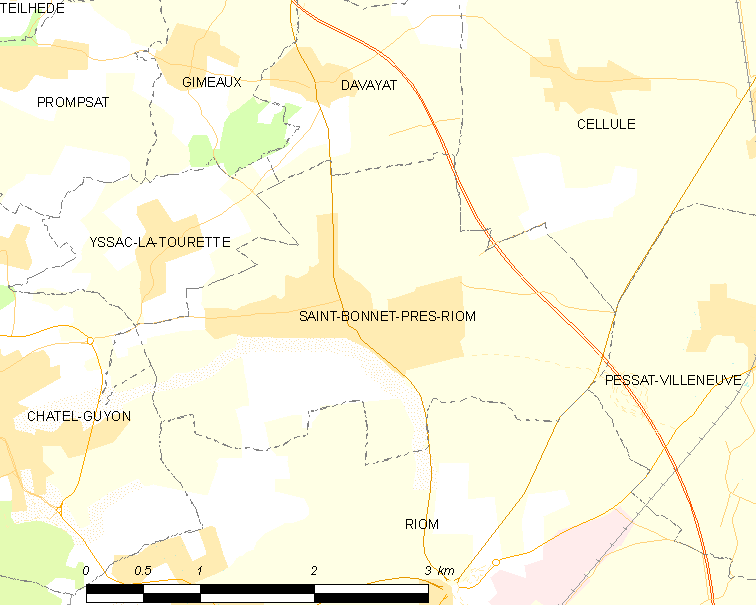
里永附近圣博内的OSM定位图

里永附近圣博内的时区为UTC+01:00、UTC+02:00（夏令时）。

## 行政
里永附近圣博内的邮政编码为63200，INSEE市镇编码为63327。

## 政治
里永附近圣博内所属的省级选区为里永县。

## 人口

1962-2008年间里永附近圣博内人口变化图示

里永附近圣博内于2022年1月1日时的人口数量为2078人。